# Nigersvala
Nigersvala (Petrochelidon preussi) är en fågel i familjen svalor inom ordningen tättingar. Den förekommer i Västafrika.

## Utseende och läte
Nigersvala är en 12 cm lång svala med glansigt djupblå ovansida och beigefärgad undersida och övergump. På huvudet syns en rostfärgad fläck bakom ögat. På vingarna och den något kluvna stjärten är den brunsvart, med vita fläckar på stjärtpennornas innerfan. Den liknar hussvalan men skiljer sig genom mörkare undersida och övergump, inslag av vitt i stjärten och det roströda på huvudet. Ungfågeln är brunnare och mattare färgad än den adulta, med skärbrunt på haka och bröst, vitt med skär anstrykning på buken och gråbrunt på undre stjärttäckarna. Sång är ljudlig och kvittrande. I flykten hörs "prrp-prrp" och som varningsläte ett "pseep".

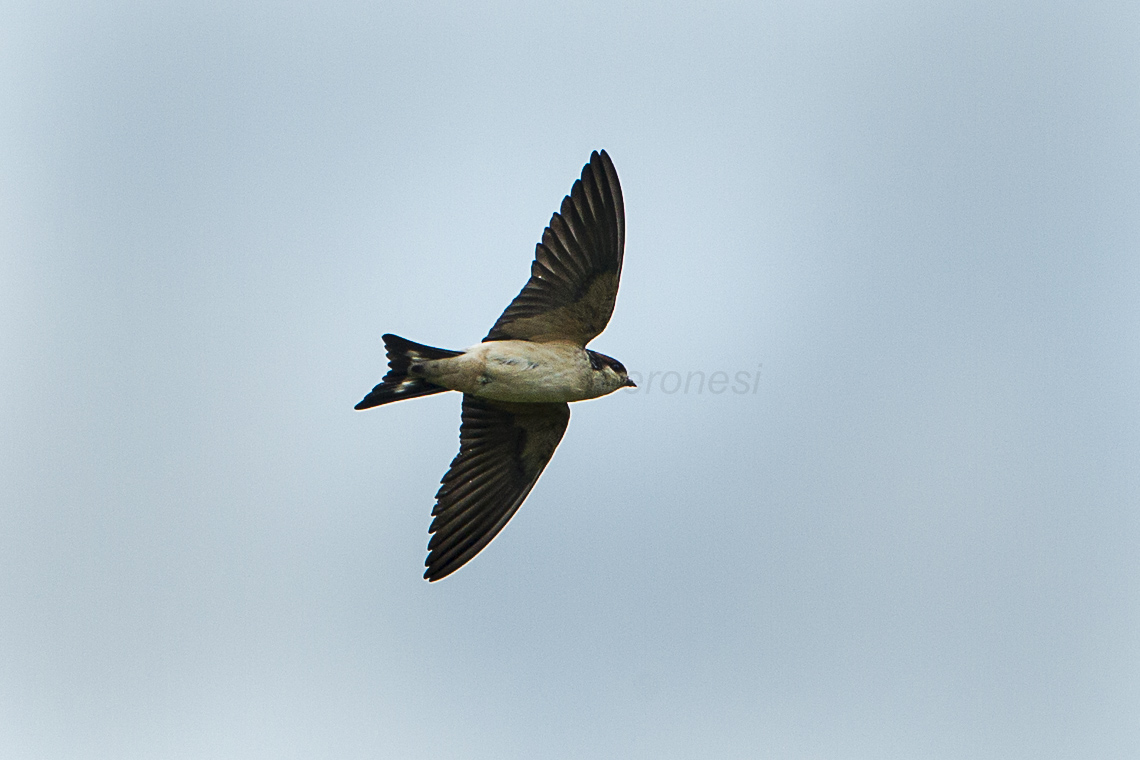
Nigersvala fotograferad i Ghana.

## Utbredning och systematik
Nigersvala förekommer i Västafrika från Guinea-Bissau, Sierra Leone och Mali till Kamerun och nordöstra Demokratiska republiken Kongo. Den behandlas som monotypisk, det vill säga att den inte delas in i några underarter. Tillfälligt har den påträffats i Kap Verdeöarna.

## Levnadssätt
Nigersvala hittas i savann och jordbruksmiljöer, ofta nära klippavsatser och floder. Den livnär sig bland annat på flygmyror som den ofta födosöker efter i stora flockar, gärna tillsammans med andra svalor och seglare. Flykten är långsam och fladdrig med mycket glid. 

### Häckning
Fågeln häckar i kolonier med mellan tiotalet och tusentals par, i slutet av torrperioden, huvudsakligen mellan februari och juni, men november–juli i Mali. Båda föräldrarna bygger det slutna flaskformade boet med ett långt ingångsrör, av lera och fodrat med gräs, frön och fjädrar. Boet placeras vanligen under en vågrätt yta (klippa, kulvert, bro eller byggnad), ofta över vatten. Däri lägger den två till tre ägg.

## Status och hot
Nigersvala har på senare tid vidgat sitt utbredningsområde, möjligen kopplat till ökad tillgång på artificiella häckningsytor. Den tros öka i antal och beskrivs som vanlig. Internationella naturvårdsunionen IUCN listar den som livskraftig.

## Namn
Fågelns vetenskapliga artnamn hedrar Paul Preuss (1861-1926), tysk botaniker och samlare av specimen verksam i Västafrika 1886-1888. Tidigare kallades den preussvala även på svenska, men tilldelades 2024 ett mer informativt namn av BirdLife Sveriges taxonomikommitté.